# Бикчентаев, Дмитрий Андреевич
Дми́трий Андре́евич Бикчента́ев (род. 29 апреля 1959, Казань, РСФСР, СССР) — российский композитор, педагог, автор-исполнитель, музыкант гитарист, мультиинструменталист. Заслуженный работник культуры Республики Татарстан.

## Биография
Родился и живет в Казани. Закончил Казанское музыкальное училище по классу гитары в 1980 году.
Свою профессиональную деятельность Дмитрий Бикчентаев начинал как преподаватель игры на гитаре в 1977 году. С 1982 он проявил себя и как композитор - автор музыки в жанре бардовской песни.
С 1982 года выступил в 30 странах мира с концертами. Его концертная деятельность позволяет жителям других стран и континентов знакомится с русской поэтической и музыкальной культурой. Неоднократно участвовал в организации международных фестивалей авторской песни в качестве художественного руководителя.
Концертная деятельность Д.А.Бикчентаева проходит и на территории Республики Татарстан.Неоднократно Бикчентаев Д.А. выступал в ГБКЗ им. С.Сайдашева с Казанским камерным оркестром La Primavera под управлением Рустема Абязова.
В 2024 году был руководителем музыкальной группы творческой лаборатории Национального фестиваля "Музыкальное сердце театра".
За многолетнюю просветительскую, благотворительную и творческую деятельность в 2017 году Дмитрий Бикчентаев стал лауреатом премии Владимира Высоцкого «Своя колея». Премия учреждена Министерством культуры РФ, Комитетом по культуре правительства Москвы, Благотворительным фондом Владимира Высоцкого. Награждение проходило в декабре 2017 года в Государственном Кремлёвском Дворце Съездов в Москве.
В 2019 году Бикчентаев Д.А. удостоен звания Заслуженного работника культуры Республики Татарстан.
Дмитрий Бикчентаев является членом Общественного совета по культуре при Правительстве Республики Татарстан.
Пишет песни с 1982 г. Записал и выпустил четыре музыкальных альбома.
Д.А.Бикчентаев постоянно совершенствует свою педагогическую деятельность. Он создал авторскую методику обучения игры на гитаре, которая позволяет освоить игру на инструменте в короткие сроки. Сотни взрослых людей владеют гитарой благодаря обучению по этой методике. Ряд ведущих педагогов-преподавателей в республике Татарстан начинали свое знакомство с инструментом в качестве учеников Дмитрия Андреевича. Дмитрий Бикчентаев постоянно совершенствует и предает методику преподавателям, работающим с детьми. В 1992 году в соавторстве с Виталием Харисовым выпустил учебник игры на гитаре «Гитара для всех».
Свои педагогические наработки Бикчентаев Д.А. адаптировал для обучения детей-инвалидов. С ноября 2010 года на добровольной основе обучал их игре на музыкальных инструментах, работал на базе специализированной школы №172 г.Казани, Лаишевской школы интернала для слепых и слабовидящих детей, многих из ребят обучал у них дома. Более тридцати учеников (детей- инвалидов) освоили под его руководством струнные, духовые и ударные инструменты, что позволило им лучше адаптироваться в обществе и дало новые возможности для полноценной жизни. Дмитрий Андреевич координирует различные общественные организации и частных лиц, предоставляя возможность семьям детей-инвалидов получать помощь в музыкальном образовании их детей. Благодаря Бикчентаеву и его партнерам, многие дети получили безвозмездно в постоянное пользование дорогостоящие музыкальные инструменты, ряд ведущих музыкантов Республики Татарстан на добровольной основе обучают детей-инвалидов исполнительскому мастерству.
В 2012 году Дмитрий Бикчентаев создал ансамбль НеЗаМи, состоящий из его учеников, тотально слепых ребят. Создавался ансамбль, когда его участники были еще школьниками. За время существования ансамбля участники получили академическое образование. Участники ансамбля владеют игрой на пятнадцати музыкальных инструментах. Ансамбль побеждал в различных песенных конкурсах, стал лауреатом Грушинского фестиваля, фестиваля «Музыка сердец» и многих других. Ребята выступали на сцене Концертного зала им. Сайдашева с камерным оркестром La Primavera, на сцене Государственного Кремлёвского дворца съездов г. Москвы. При участии и под руководством Бикчентаева ансамбль записал и выпустил два музыкальных альбома. Дмитрий Бикчентаев является художественным руководителем студии "НеЗаМи" и попечителем Благотворительного фонда "НеЗаМи".
С 2014 по 2017 годы под руководством Дмитрия Бикчентаева проводился фестиваль «Арт-ковчег», объединявший обычных детей, занимающихся творчеством и детей с ограниченными физическими возможностями. В фестивале принимали участие поэты, музыканты, режиссеры, художники Республики Татарстан.
Дмитрий Бикчентаев известный просветитель в области музыкальной культуры. Являясь коллекционером, Дмитрий Бикчентаев собрал более 150 музыкальных инструментов, многие из которых участвуют в различных театральных, концертных, музейных и образовательных проектах. Наиболее популярен проект "Трогательный музей", изначально созданный для тактильного знакомства незрячих людей с различными музыкальными инструментами.  
Пишет песни с 1982 г. на стихи  А.Вознесенского, Н.Тряпкина, Б.Гинзбурга, Д. Кимельфельда, М.Цветаевой, Г.Шпаликова, Б.Вахнюка, Б.Камянова, Ю.Мориц, И. Доминича, А.Абсалямовой и других поэтов.
Участник фестивалей в Таллине (1989), Ижевске, Казани и прочих.
Им были написаны песни к документальным и художественным фильмам: «Раскрыть и доказать. Жил-был честный мент» о полковнике Ренате Беляеве, реж. Мурад Алиев; «Спящий мальчик», «Зона - безумие или сверхразум», «Баиты о Бурнашах», «Надзиратель» — реж. Р.Хисамов; «Дивноград» реж. Ш. Фаттахов, «Долгий путь к пророку» 1992 г. реж. Д. Чубаров, музыка к спектаклям «Двадцать лет спустя», «Мамаша Кураж и ее дети» Казанского театрального училища, "Сон шарманщика"- проект Благотворительного фонда "Незами".
В настоящее время пишет музыку к музыкальным спектаклям для различных театров страны.
Записал несколько альбомов на студии «Сибирский Тракт» («Под флагом эскадрона», «Деревянные шлягеры», «От юнности до старости» (песни на стихи Юнны М ориц), «Провинциальные песни»). В 2001 году выпустил CD «Пора дождей», созданный при участии музыкантов Александра Лаврентьева и Тимура Ибатуллина. В 2009 году СD «Два по пятьдесят» на стихи Игоря Доминича (Молдова), CD «Сосна и олива» совместно с с Дмитрием Кимельфедьдом (Израиль).